# Воллі Вест
Воллес Рудольф "Воллі" Вест (англ. Wallace Rudolph "Wally" West) — вигаданий супергерой видавництва DC Comics. Він є першим Малюком-Флешем і третім Флешем.
Основною його суперсилою є надшвидкість. Персонаж вперше з'явився у якості Малюк Флеша у Flash #110 в 1959 році. Баррі Аллен помер у в кросовер-події Crisis on Infinite Earths #8 (листопад 1985), і Воллі взяв собі манію Флеша у Crisis on Infinite Earths #12 (березень 1986), будучи найшвидшим героєм, та перебуваючи в основному складі героїв DC, до 2009 року. Зоображується, за звичай, високим рудим хлопцем з зеленими очима, і, як правило, зображується доброю, комічною і турботливою особистістю. Воллі займає важливу роль як Флеш у DC Rebirth (2016).
У своєму дебюті як Флеш, Воллі спочатку був одягнений в яскравий червоно-золотий костюм, традиційно зберігаючи свій костюм у кільці Флеша, а згодом створює новий, власний. З усіх персонажів, які колись носили костюм Флеша, Воллі  є найшвидшим. З перезапуском DC Rebirth, у «Титанах» Воллі носить червоний костюм з срібними вставками і генерує сині або білі блискавки, що демонструє те, що його зв’язок зі Силою швидкості став значно сильнішим.
У 2011 році Воллі посів 8 місце у списку «100 кращих супергероїв усіх часів» за версією IGN, випередивши інших спідстерів, де також було зазначено, що він «один з найвеличніших героїв DC Comics», хоч і не є оригінальним Флешем. В 2013 році Воллі посів 6 місце у топі найкращих персонажів DC від IGN.

## Вигадана біографія героя

### Малюк Флеш
Воллес Рудольф Вест, або Воллі Вест, був створений Джоном Брумом і Кармайном Інфантіно та дебютував у Flash #110 (1959). Він показаний племінником подруги, а згодом і дружини Баррі Аллена, Айріс Вест-Аллен. Під час відвідування центральної поліцейської лабораторії міста, де працював Баррі, він пережив той ж нещасний випадок, що й Баррі раніше, внаслідок чого отримав супер швидкість. Тепер володіючи тими ж можливостями, що і Флеш, Вест одягнув костюм і став юним борцем зі злочинністю під псевдонімом Малюк Флеш. Воллес має напружені стосунки з власними батьками і часто звертається до своєї улюбленої тітки і дядька за моральною підтримкою і допомогою. Також він поодинці стоїть на варті рідного містечка - Блакитна Долина, штат Небраска.

### Флеш
Під час міні-серії Crisis on Infinite Earths (1985-1986) Баррі віддав своє життя, задля порятунку Землі, знищивши гармату антиматерії, яка була спрямована на Землю. Спочатку не підозрюючи про це, Воллі був умовлений Джеєм Ґарріком допомогти героям проти сил Анти-монітора. У фінальній битві з Анти-монітором, Воллі був вражений вибухом анти-матерії, енергії, яка вилікувала його від хвороби. Після конфлікту Воллі взяв на себе костюм і особистість свого полеглого наставника.
Рішення редакційної команди DC Comics радикально змінило свій вигаданий Всесвіт, показавши ряд змін у статусі-кво персонажа. Воллі Вест став новим Флешем, але менш сильним, ніж його попередник. Наприклад замість можливості досягнення швидкості світла, він усього лише міг бігти швидше, ніж швидкість звуку. Крім того, персонаж повинен був їсти величезну кількість їжі, щоб підтримувати свій метаболізм.
Ці зміни швидко зникли, і в 1987 році був опублікований новий комікс Flash, спочатку написаний Майком Бароном. Ці історії були зосереджені не тільки на подвигах супергероя Флеша, але і на стані добробуту Воллі. Воллі виграв у лотереї, купив великий особняк, і почав зустрічатися з красивими жінками. Фінанси та удача персонажа продовжували убувати і спадати до Flash (Vol. 2) #62, Коли його стан стабілізувався.
У 1990-ті роки також відбулися зміни зовнішнього вигляду персонажа, а в 1991 році з'явилася модифікована уніформа. Цей модифікований костюм змінив зовнішній вигляд традиційного Флеш-костюма, з поясом з двох з'єднувальних блискавок, що зустрічаються у вигляді "V" спереду (де костюм Аллена мав один болт в горизонтальній смузі), збільшення крил з верхньої частини його чобіт, зміною матеріалу його костюма і непрозорими лінзами, доданими в очі його шолома. У цьому модифікованому дизайні використані елементи костюма, розроблені художником Дейвом Стівенсом для телесеріалу «Флеш».
Важка зустріч була зроблена з порочним ворогом, першим Зворотнім Флешем (Еобарт Товн). Товн був убитий Баррі Алленом незадовго до смерті Аллена, але ця версія Товна була з часів до того як він став ворогом Аллена - також служило стимулом для збільшення швидкості персонажа, змушуючи його пройти психологічний блок, який він помістив на свої сили. Щоб запобігти себе від справжньої "заміни" Баррі, Воллі підсвідомо обмежував свою швидкість таким чином, що він ніколи не міг би стати його наставником на рівних, але коли Товн прибув у сьогодення і представлявся Баррі Алленом, його хвастощі, що він стане справжнім Флешем змусили Воллі припинити піддавання, оскільки він побоювався, що Товн замінить Баррі, якщо Воллі сам цього не зробить. Після цієї ситуації він знову лише дорівнював Баррі Аллену у швидкості, але в зрештою все-таки став ще швидшим. Хоча він все ще не зміг відновити вібраційні/фазуючі здібності Баррі протягом деякого часу (він міг вібрувати через об'єкти, але це змусило б об'єкт вибухнути), він отримав кілька нових сил, яких Баррі ніколи не мав. Він міг поділитися/вкрасти швидкість, використовувати свою швидкість, щоб кінетично оновлювати свої атаки і зцілювати інших.
Письменник Марк Вейд тематично розширив повноваження персонажа і згодом переглянув персонажа, ввівши Силу швидкості — джерело енергії, яке служить псевдонауковим поясненням сил головного героя та інших вигаданих спідстерів у всесвіті DC. Основуючись на цій концепції, здатності персонажа використовувати Силу швидкості були використані для розширення його здібностей. Тепер персонаж міг надати швидкість іншим об'єктам і людям і створити костюм прямо з енергії Сили швидкості. Традиційні сили, такі як здатність вібрувати/фазувати через тверді об'єкти, також були відновлені. Через це Флеш відчував тиск на те, щоб постійно бути героєм, 24/7. За цей час він приєднався до останньої інкарнації Ліги Справедливості.
У 2000-х роках письменник Джефф Джонс оживив персонажа, представивши нові версії персонажів, таких як Зум; більше використовував Вигнанців; і одруживши персонажа на давній подрузі Лінді Парк. Інші зміни включали відновлення таємниці особистості Флеша; його особистість була публічно-відома незабаром після смерті Баррі Аллена, але травматичні події його першої битви з Зумом спонукали Воллі укласти угоду зі спектром, щоб стерти його особистість з публічних знань (проте це було спочатку настільки успішним, що навіть сам Воллі забув, що він був Флешем).
У міні-серії Infinite Crisis, як спосіб для розповіді, Воллі Вест і його сім'я були показані відправляючимися в альтернативну реальність. Це дозволило персонажу Барту Аллену стати четвертою Флешем і заголовком третього перезапущеного тома назви став Flash: the Fastest Man Alive.
Реакція критиків на цю нову версію персонажа була змішаною і персонаж був убитий в заключному випуску недовготривалого третього тому. Було вирішено, що Воллі Вест повинен повернутися, і історія JLA/JSA "The Lightning Saga" була використана для повернення персонажа на Землю разом зі своєю дружиною і дітьми, які, з виду, постаріли на кілька років.
Персонаж потім з'явився у All Flash #1 (2007), шукаючи помсти тим, хто вбив Барта Аллена. За цим пішла серія Flash (Vol. 2), яка відновила публікацію після тривалої перерви з випуском #231 (жовтень 2007). Серія розповіла, що персонаж намагається виростити своїх двох суперпотужних близнюків, які страждають від прискореного дорослення і їх недосвідченості в героїчній кар'єрі, завдання ускладнюється з безробіттям Воллі, його нездатністю зберегти постійну роботу і недовірою Ліги до його вирішення привести двох дітей в свої ряди. Серія була скасована з випуском #247 (лютий 2009).
В Final Crisis персонаж возз'єднався з Баррі Алленом, який повернувся до життя.

### Флеш: Відродження
Інтерв'ю з художником Flash: Rebirth Ітаном Ван Сківером розкрило нам те, що персонаж прийме нещодавно розроблений костюм в обмеженій серії, який повторно представить Баррі Аллена як Флеша. Новий костюм сильно натхненний оригінальними змінами, внесених у костюм Флеша у Flash (Vol. 2) #50 (лінзи шолома, «безкрилі» чоботи, V-подібна лінія ременя, логотип блискавки з S-подібною формою і більш темний червоний колір костюма), який з'явився і показувався, коли персонаж був намальований різними художниками. Костюм Воллі також був даний іменний шолом.

## Поза коміксами

### Серіали
- Воллі Вест з'явився у 9 серії 2 сезону серіалу «Флеш». Тут він є рідним братом Айріс, а не її племінником. Воллі заробляє на ліки для матері вуличними перегонами, і в якості виграшу забирає автомобіль. В епізоді "Розкол" він та Джессі Квік страждають від вибуху відновленного прискорювача частинок, який створив Харісон Уеллс для того, щоб повернути швидкість Баррі. В кінці другого сезону Баррі повертається в минуле і рятує свою матір від вбивства Еобардом Тоуном (Професором Зумом) , тим самим створивши альтернативну реальність під назвою Флешпоінт. В цьому всесвіті Воллі являється справжнім Флешем, адже Баррі Аллен не мав отримувати супершвидкість, через зміни хронології (за його словами, в його авто влучила блискавка, яка змішалася з прискорювачем для закису азоту). В даному вимірі він носить жовтий костюм, як у коміксах і за допомогою Айріс намагається зупинити злого спідстера, Конкурента. В кінці першого епізоду третього сезону він смертельно поранений Конкурентом, однак Баррі знову повертається в минуле і зупиняє самого себе, дозволивши Еобарду вбити його матір, знову. Коли з Землі-2 повертається Джессі, виявляється, що вона стала спідстером через вибух прискорювача. Воллі починає заздрити, бо також хоче  стати спідстером, щоб рятувати людей і допомагати Баррі. В епізоді «Тінь» йому приходить бачення з його життя під час Флешпоінту, а також  він чує голос Доктора Алхімії, який хоче повернути йому здібності. В кінці епізоду він вихоплює Філософський камінь, який ув'язнює його в коконі. Після звільнення з нього Воллі нарешті відкриває для себе здібності спідстерів.

### Мультфільми
- Воллі Вест з'явився в мультсеріалі «Супермен».
- З'явився в мультсеріалі «Підлітки-Титани» як Малюк Флеш [5 сезон 8 серія].
- Воллі Вест з'явився в мультсеріалі: «Young Justice/Young Justice: Invasion» Малюк Флеш і був одним з головних супергероїв.
- Воллі Вест з'являвся в мультсеріалі: «Ліга справедливості. Без кордонів» як Флеш і був одним з головних супергероїв Ліги справедливості.
- Періодично з'являвся в декількох епізодах мультсеріалу «Бетмен: Відважний і сміливий» як Малюк Флеш.
- Воллі Вест з'явився в декількох епізодах мультсеріалу «The Superman / Aquaman Hour of Adventure» як Малюк Флеш.
- Воллі Вест з'явився в мультфільмі «Ліга справедливості: Новий бар'єр» як Малюк Флеш.

### Відеоігри
- Воллі Вест з'являється в грі «Young Justice: Legacy» (як Малюк Флеш).
- Воллі Вест з'являється в грі «Justice League: Heroes» (як Флеш).
- Воллі Вест з'являється в грі «Justice League Task Force» (як Флеш).
- «Lego Batman 3: Beyond Gotham» (як Малюк Флеш);
- «Lego DC Super-Villains» (як Флеш);
- «DC Legends» (Android/iOS) (як Малюк Флеш);